# Уайтли, Бретт
Бретт Уайтли (англ. Brett Whiteley; австралийский художник и график, был одним из ярких представителей лирического направления в абстрактном экспрессионизме.

## Жизнь и творчество
Родился 7 апреля 1939 года в Сиднее.
После окончания Шотландского колледжа в 1955 году в Сиднее, в конце 1950-х годов он изучал живопись в вечерних классах школы искусств Джулиана Эштона (Julian Ashton Art School), а также в Национальной школе искусств (National Art School) Восточного Сиднея. Будущий мастер также совершает длительное учебное путешествие в Италию, где изучает работы Дуччио ди Буонинсенья и Пьеро делла Франческа. В 1960-х годах Уайтли добивается международного признания. Его работы выставляются в лондонской галерее Мальборо (Marlborough Galerie) и находят в Великобритании многочисленных почитателей. В 1964 году художник принимает участие в выставке современного искусства documenta III в Касселе (в отделении живописи).
В 1985 году художник приобретает в Сиднее большое складское помещение, которое он переоборудует в мастерскую-студию и прилегающий к ней выставочный зал. После завершения этих работ Б.Уайтли живёт при своей мастерской в 1988—1992 годах, вплоть до своей смерти. Ныне эти помещения имеют свободный доступ и служат для осуществления различных культурных программ, выставок и пр. Здесь также демонстрируется собрание картин, графических работ, рисунков и скульптур Б. Уайтли.
Умер 15 июня 1992 года в городе Тиррул, штат Новый Южный Уэльс.
Творчество Б.Уайтли было отмечено различными национальными и международными наградами и призами, в том числе Орденом Австралии (1991). Его произведения можно увидеть в крупнейших музеях мира, таких как галерея Тейт в Лондоне, Музей современного искусства в Нью-Йорке, Национальная галерея Австралии в Канберре и др.

## Галерея

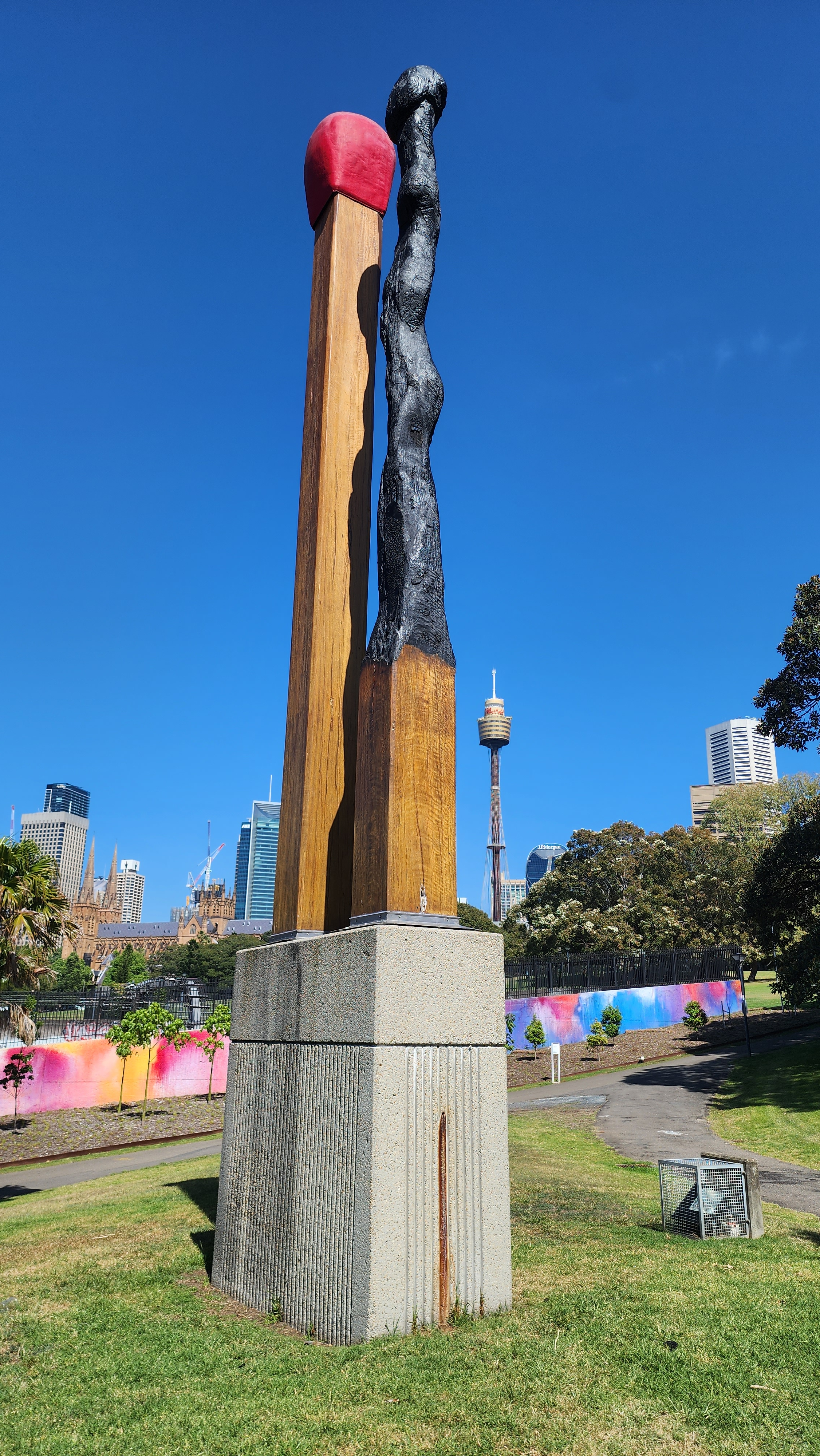
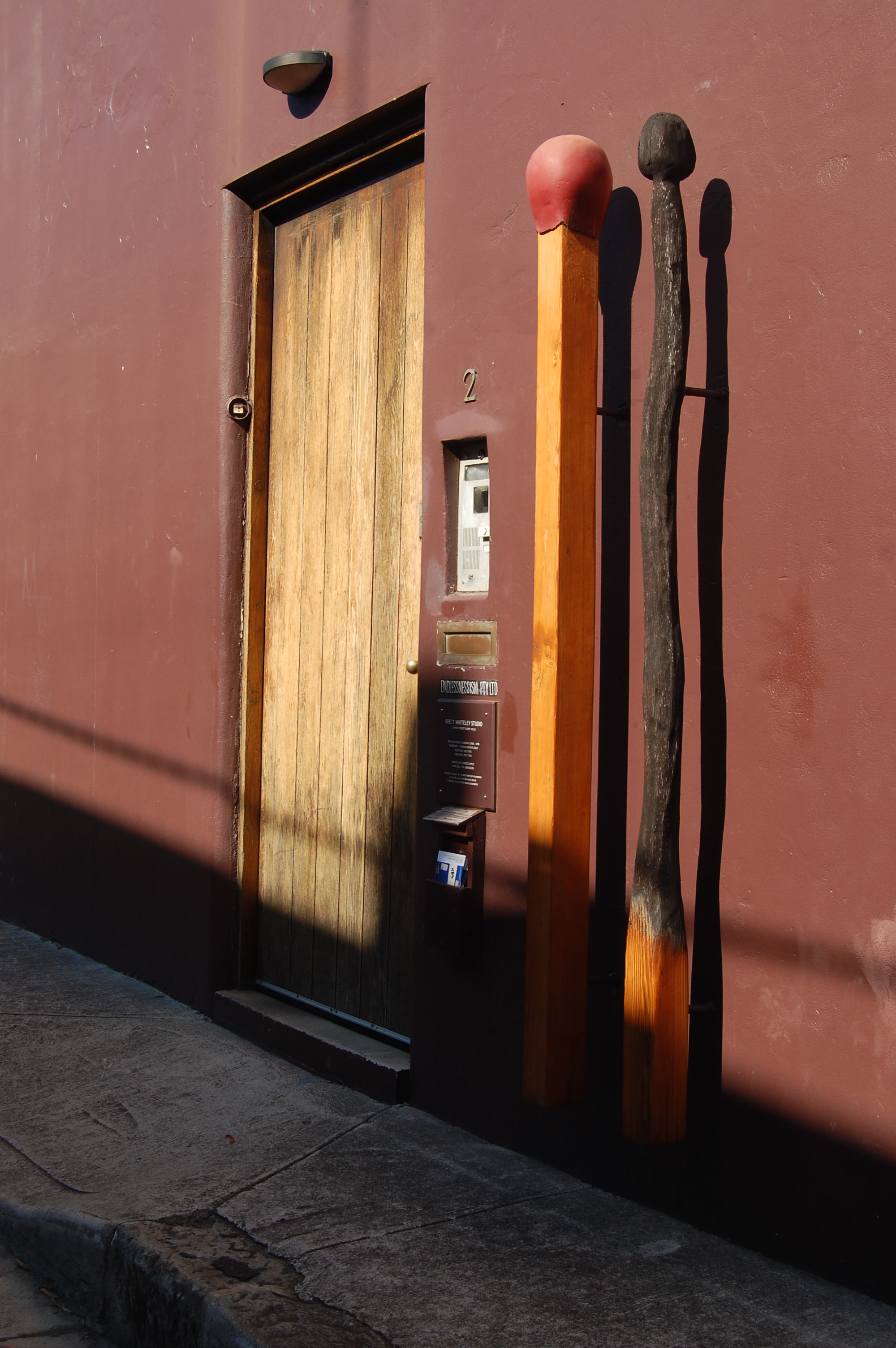
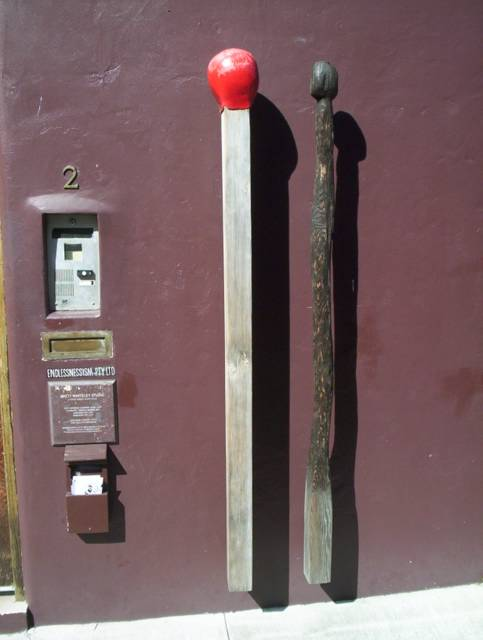